# Кінжебулак
Кінжебула́к (рос. Кинжебулак) — село у складі Домбаровського району Оренбурзької області, Росія.

## Населення
Населення — 49 осіб (2010; 118 у 2002).
Національний склад (станом на 2002 рік):
- казахи — 86 %